# 飲む

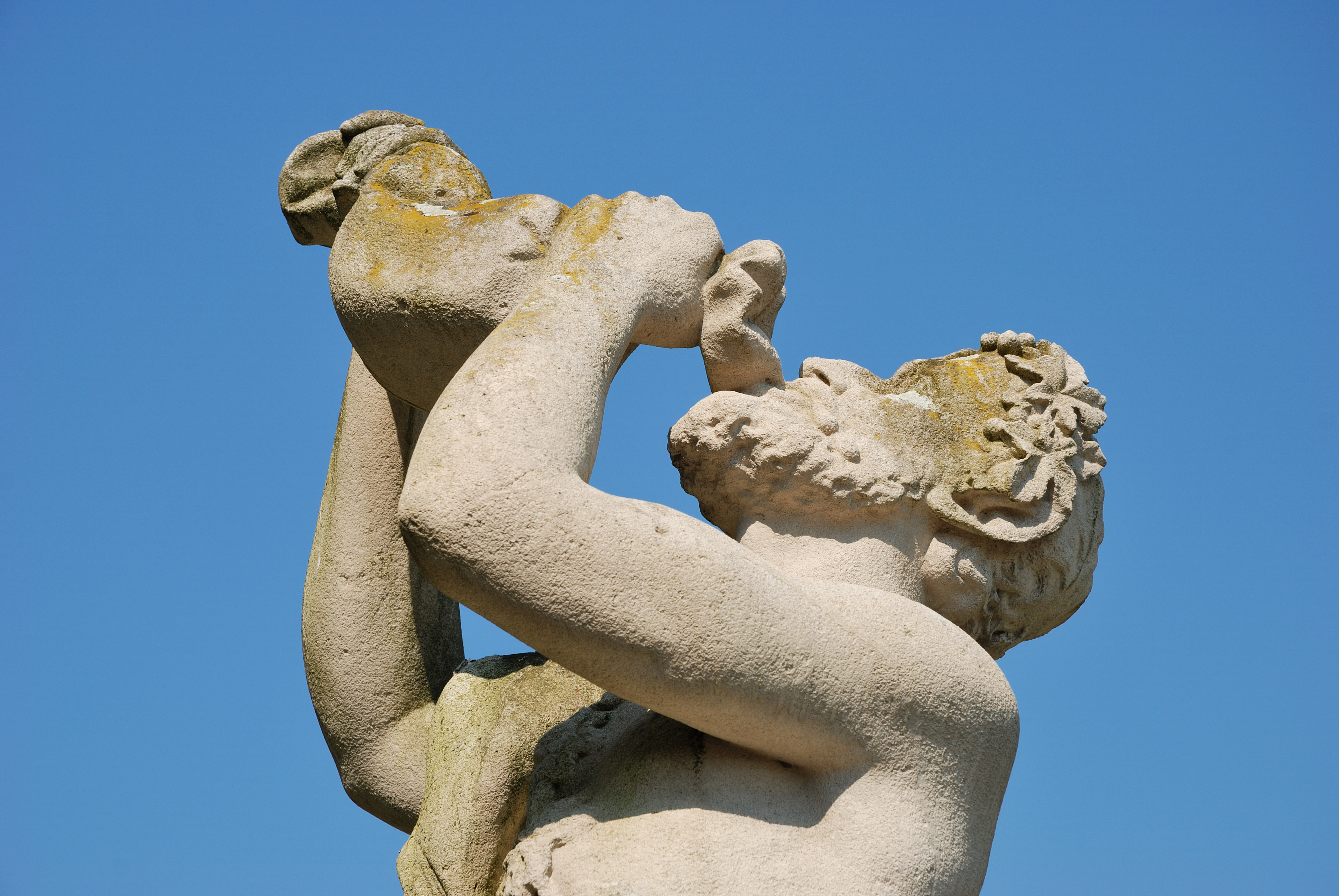
ウォータースキンから水を飲む行為を表した彫像

飲む（のむ、呑むとも表記）とは、動物が口から水や他の液体を摂取する行為である。また、この語自体が「酒を飲む」という意味を表すこともある。

## 方法

### 人の場合
人は、開いた口に液体が注がれると、嚥下過程によって、食道の蠕動により液体が胃へ送られる。ただし、重力によって液体は自然に胃の方へ向かうため、固形物の嚥下の場合よりは蠕動は抑制されている。コップなどの食器から液体を飲むほか、手から液体を注いで飲むこともある。
熱い液体を飲むときや、スプーン、ストローなどで飲む場合には、空気を吸引することで液体を口に入れる。乳児が母乳を飲む場合は、唇を乳腺にきつく押し付けて吸引する。呼吸と舌の動きの組み合わせにより、口腔内の気圧を低下させて液体を口に引き込む 。
「噛む」行為が必要ないため、歯のない乳幼児や歯の弱った老人には、栄養を摂取する方法として適している。また、消化器官が弱っている病人などには、消化しやすいように流動食を与えることもある。
水分補給のため、又は嗜好品として液体状の物体を摂取する行為について用いられることが普通だが、薬品（液体、固体、粉末）を服用する場合も飲むという。

### 水生動物の場合
淡水に生息する両生類や水生動物は飲む必要はなく、浸透によって皮膚を通して水分を安定して吸収する。それに対し、海水魚は泳ぐときに口から海水を飲み、余分な塩分は鰓から出す（詳細は、イオノサイト（塩類細胞）)。

### 陸上動物の場合
飼育下の陸上動物は水を飲むことに慣れるようになるが、ほとんどの野生の動物は食べ物の中の水分や液体によって水分補給を行う。水を飲まなければならない状態になった場合、水の飲み方や動きは種によって大きく異なる。砂漠の動物の多くは、水が利用可能であってもそれを飲まず、多肉植物を食べて水分補給を行っている。
猫、犬、反芻動物は、首を下げて、舌で水を舐める。猫と犬はスプーンのような形をした舌で水を包み込む。反芻動物やほとんどの草食動物は、舌を真っ直ぐにしたまま突っ込む動作によって水中に引き込むために、口の先端を部分的に水没させる。捕食の危険に直面する反芻動物と比べて、猫はかなり遅いペースで水を飲む。象は鼻で水を吸い込み、口に噴き出す。ほとんどの鳥は嘴の頬側の領域に水をすくい取るか、吸い込み、頭を上げて傾けて飲む。例外的に、カワラバトは吸入によって直接水を吸うことができる。

## 飲酒を表す語として
「飲む」という用語は、酒（アルコール飲料）の摂取（飲酒）および、飲酒を伴う宴会の同義語としてよく使用される。歴史的にほとんどの文化で、食事、祝い事、儀式、乾杯やその他の機会に多種多様な酒を取り入れてきた。人間文化における発酵飲料の痕跡は新石器時代にまで遡り、最初の絵画的な証拠は紀元前4000年頃のエジプトで見られる。
飲酒は、世界中で様々な飲酒文化へと発展してきた。その一方で、アルコール摂取は重大な健康上のリスクをもたらす。アルコール乱用やアルコール依存症は、世界中の先進国で一般的な病気である。高頻度の飲酒は、肝硬変、胃炎、痛風、膵炎、高血圧、癌など、様々な病気を引き起こす可能性がある。